# Tamás Fejér
Tamás Fejér (Pécs, 29 de desembre de 1920 - Budapest, 27 de juny de 2006) va ser un director de cinema hongarès. He dirigit 28 pel·lícules entre 1937 i 1988.

## Carrera
Fejér va arribar al cinema sense formació formal. Va aprende de manera autodidacta les habilitats bàsiques i va fer uns quants curtmetratges amateurs a finals dels anys trenta. El 1943 va publicar un llibre sobre teoria del cinema. Des de 1945 va participar en diverses produccions per cinema i televisió, fins al 1955 fou ajudant de direcció i des d'aleshores va dirigir alguns curts i llargmetratges. Va debutar com a director de llargmetratge el 1959 amb Bogáncs i en els anys següents es va orientar cap el cinema infantil i juvenil. El 1962, després de la reorganització de la indústria cinematogràfica hongaresa, va esdevenir cap de Filmstudio II.
La seva pel·lícula de 1980 Veszélyes játékok, una coproducció entre Hongria i la RDA, va ser la seva única obra que no es va produir exclusivament al seu país. A més del treball cinematogràfic, Fejér també va treballar com a professor a l'Acadèmia de Drama i Cinema de Budapest.

## Filmografia
- A nő és a gép (1937)
- Az ipar újra él! (1947)
- Magyar gépipar és kohászat (1947)
- Operettalbum (1953)
- Nem igaz (1955)
- Emlékalbum (1955)
- Dandin György, avagy a megcsúfolt férj (1955)
- Eger (1956)
- Törődj munkatársaiddal! (1957)
- Komikusok albuma (1957)
- Bogáncs (1958)
- Szerelemcsütörtök (1959)
- Az arc nélküli város (1960)
- Jó utat, autóbusz! (1961)
- Kertes házak utcája (1962)
- Miért rosszak a magyar filmek? (1964)
- Patyolat akció (1965)
- A férfi egészen más (1966)
- Horgászvizeken (1967)
- A beszélő köntös (1969)
- Hekus lettem (1972)
- Az idő ablakai (1969)
- Ballagó idő (1975)
- A királylány zsámolya (1976)
- Veszélyes játékok (1980)
- Csere Rudi (1988)

## Nominacions i premis
Fejér va ser nominat a la Palma d'Or al 16è Festival Internacional de Cinema de Canes de 1963 per Kertes házak utcája. Fejér va rebre el premi a la seva trajectòria a la Setmana del Cinema Hongarès l'any 2000.